# 太山寺成就院庭園
太山寺 成就院庭園（たいさんじ じょうじゅいんていえん）は兵庫県神戸市西区にある日本庭園。県指定文化財名勝。
天台宗の古刹太山寺塔頭寺院の一つである成就院に江戸時代は文化年間（1804年 - 1818年）、天一により作庭されたとされる枯山水で、枯池式と築山式の特徴を併せ持つ。三身山の原生林と成就院阿弥陀堂を借景にしている。

## 主な石組・巨石
- 礼拝石
- 亀島
- 枯滝

## 成就院
太山寺塔頭の一院で、桜本坊という名称で創建されたと伝わる。江戸時代後期に妙覚院と改称し、1871年（明治4年）に現在の院号に改められた。1958年（昭和33年）の火災で門塀以外の建造物は全て焼失、現在の阿弥陀堂や庫裏等は近年の再建である。
庭園は主庭の枯山水のほか、庭門と表門の間に前庭が存在する。

## 所在地
〒651-2108 兵庫県神戸市西区伊川谷町前開

## 交通アクセス
- 神戸市営地下鉄西神延伸線 学園都市駅 徒歩25分
- 神戸市営地下鉄西神延伸線 伊川谷駅から神姫バス14系統「大山寺」行きまたは「名谷駅」行きで7分、「太山寺」下車徒歩
- 神戸市営地下鉄西神線 名谷駅から神姫バス14系統「明石」行きで18分、「太山寺」下車徒歩
- JR東海道本線 明石駅から神姫バス14系統「大山寺」行きまたは「名谷」行きで35分、「太山寺」下車徒歩

## 周辺情報
- 太山寺
- 太山寺安養院庭園
- 太山寺温泉
- 如意寺